# Новосолдатка (Воронежская область)

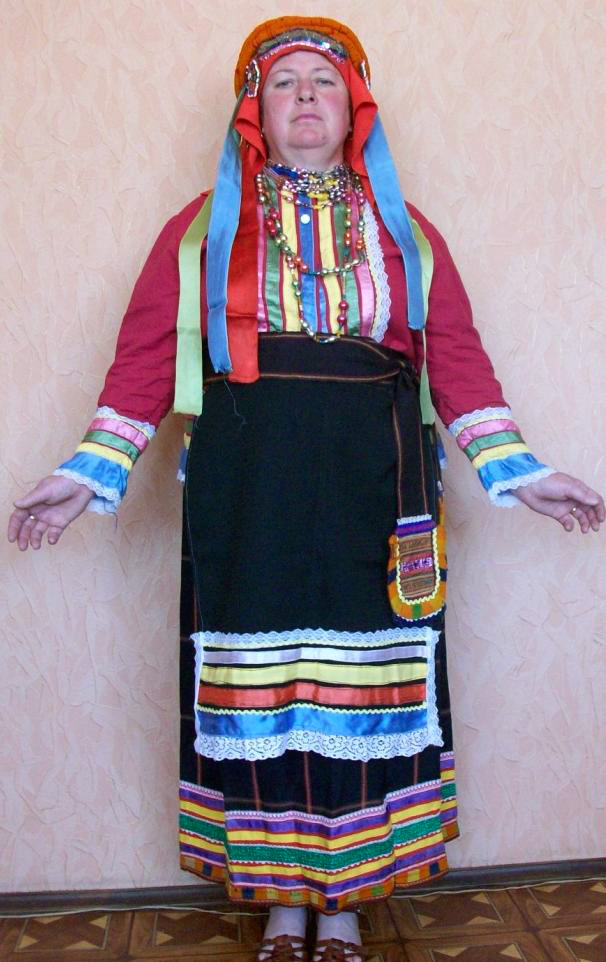
Костюм села Новосолдатка

Новосолда́тка — село в Репьёвском районе Воронежской области Российской Федерации.
Административный центр Новосолдатского сельского поселения.

## История
Основано в начале XVIII века. В 1769 году в селе построена каменная церковь Архистратига Михаила.

## Население
| 1859 | 1897  | 2010 | 2012 | 2013 | 2014 | 2015 |
| ---- | ----- | ---- | ---- | ---- | ---- | ---- |
| 1960 | ↗2734 | ↘849 | ↗862 | ↗866 | ↘856 | ↗876 |
| 2016 | 2017  | 2018 |      |      |      |      |
| ↗903 | ↗948  | ↘928 |      |      |      |      |

## Улицы
| - пер. Бартенева, - пер. Будённого, - ул. Воронежская, - пер. Гагарина, - пер. Дружный, | - пер. Западный, - ул. Кирова, - ул. Ленина, - ул. Молодёжная, - ул. Октябрьская, | - ул. Первомайская, - ул. Советская, - ул. Фрунзе, - пер. Южный. |

## Известные уроженцы
- Дёгтев, Пётр Максимович (1918—2003) — советский военнослужащий, сержант, Герой Советского Союза.